# Vittorio Alfieri

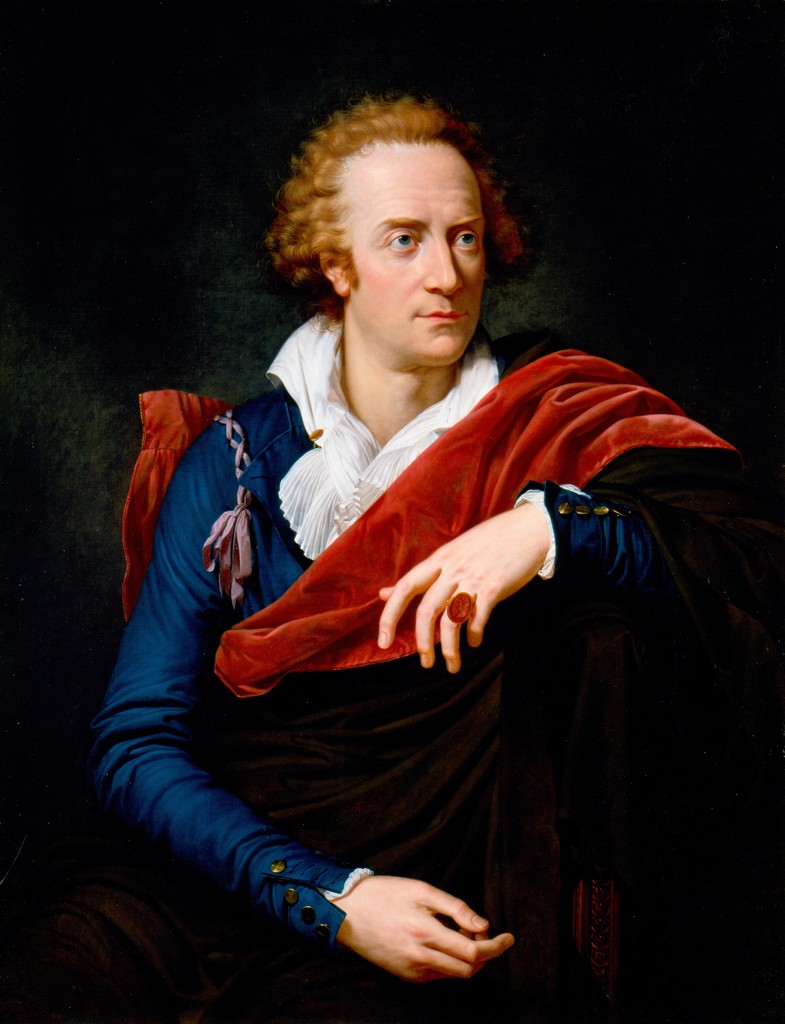
Vittorio Alfieri geschilderd door Davids leerling François-Xavier Fabre, in Florence 1793.

Graaf Vittorio Amedeo Alfieri (Asti, 16 januari 1749 – Florence, 8 oktober 1803) was een Italiaanse toneelschrijver, dichter en dramaturg. Hij wordt vaak gezien als “de uitvinder van de Italiaanse tragedie”.

## Biografie

### Jonge jaren
Alfieri’s vader stierf toen Alfieri nog jong was. Zijn moeder trouwde nadien opnieuw. Op 10-jarige leeftijd belandde Alfieri op de academie van Turijn. Na een jaar werd hij naar een familielid in Coni (het huidige Cueno) gestuurd. Tijdens zijn verblijf daar schreef hij zijn eerste sonnetten. Deze waren vooral geïnspireerd door de werken van Ariosto en Metastasio. Op zijn 13e begon Alfieri met een studie rechten, maar dit wakkerde zijn interesse in literatuur enkel verder aan. Op zijn 14e stierf zijn oom, die tot dusver zijn opleiding had betaald, waardoor Alfieri zelf kon bepalen wat hij verder wilde gaan doen.

### Reizen
In 1766 kreeg Alfieri toestemming om naar het buitenland te reizen. Hij wilde kennismaken met buitenlandse culturen, met name het Franse theater. Hij was echter teleurgesteld door wat hij in Frankrijk zag. In Nederland werd hij verliefd op een reeds getrouwde vrouw. Toen zij met haar man naar Zwitserland vertrok, keerde Alfieri huiswaarts en richtte zich weer op zijn studie literatuur.
Plutarchus' werk Parallelle levens inspireerde Alfieri om toch weer te gaan reizen. Hij bezocht onder andere Zweden, waar de bossen en meren zijn inspiratie voor tragedies aanwakkerden. In Londen kreeg hij een affaire met Lady Penelope Ligonier, een getrouwde vrouw uit de hogere klasse. Deze affaire werd een openlijk schandaal wat resulteerde in de scheiding van Lady Ligonier en waardoor Alfieri het land moest ontvluchten. Alfieri bezocht vervolgens Spanje en Portugal, waar hij kennismaakte met de Abbe Caluso.

### Literaire carrière
In 1772 keerde Alfieri terug naar Turijn. Een affaire met de Marchesa Turinetti di Prie inspireerde hem tot het schrijven van zijn eerste drama; Cleopatra. Dit stuk werd in 1775 opgevoerd.
Dit eerste succes zette Alfieri ertoe aan meer werken te schrijven voor het theater. Zijn eerste twee tragedies, Filippo en Polinice, werden oorspronkelijk in het Frans geschreven. Toen Alfieri ze wilde vertalen naar het Italiaans, bleek hij slecht uit zijn woorden te kunnen komen vanwege zijn vele buitenlandse contacten en Lombardische achtergrond. Hij ging daarom naar Toscane om zijn Italiaans te verbeteren. Hij vestigde zich in Florence en later Siena. Hier deed hij inspiratie op voor andere tragedies.

### Affaire
Tijdens zijn verblijf in Toscane kreeg Alfieri een affaire met Louise van Stolberg-Gedern, de vrouw van de Jacobijnse troonpretendent Karel Eduard Stuart. Zij ging hierop in vanwege de slechte manier waarop haar man haar behandelde. Ze vertrok uiteindelijk naar Rome nadat ze van de Paus toestemming had gekregen om gescheiden van haar man te wonen. Alfieri volgde haar. In Rome voltooide hij nog eens 14 tragedies.
Uit angst voor Louise’s reputatie verliet Alfieri Rome in 1783. Toen Louise zich in Colmar vestigde, voegde Alfieri zich bij haar. Ze bleven de rest van zijn leven samen.

### Later leven
Alfieri reisde in zijn latere leven door verschillende provincies van Italië en voltooide nog eens zes tragedies. Ondertussen bleef hij ook een obsessie koesteren voor paarden. Hij reisde een paar keer naar Engeland om een aantal paarden te kopen, die hij vervolgens meenam naar Italië.
Alfieri bracht de laatste jaren van zijn leven door met een studie Griekse literatuur. Ook schreef hij voor de verandering enkele komedies. Toen hij door ziekte werd getroffen, gaf hij de voorkeur aan zijn eigen geneeswijzen dan aan artsen. Deze maakten de situatie echter alleen maar erger. Alfieri stierf in Florence op 8 oktober 1803. Hij werd begraven in de Basilica di Santa Croce en Louise liet door Antonio Canova een monumentale graftombe bouwen.

## Werken
Alfieri schreef

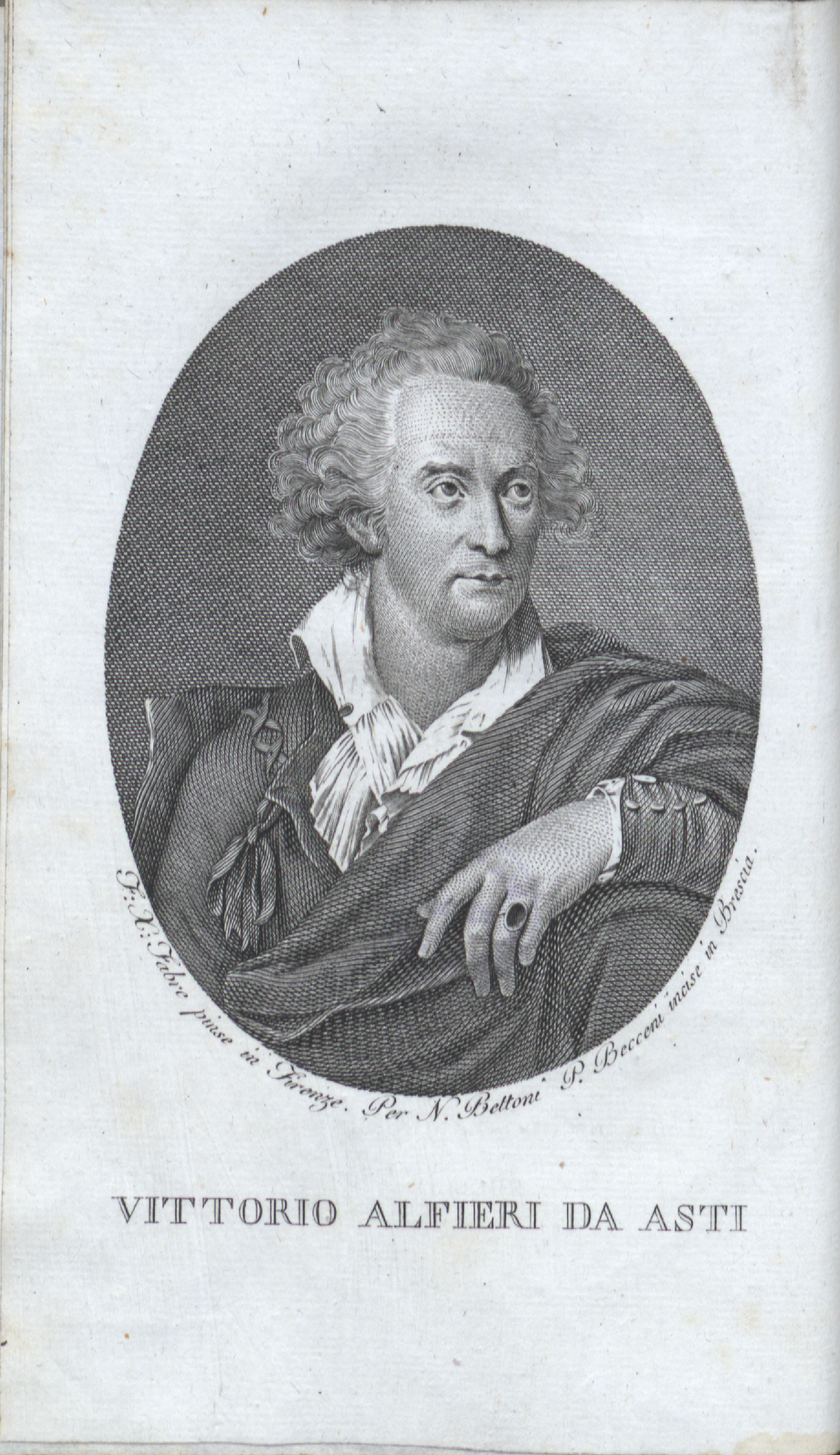
Vittorio Alfieri, in Le opere di Vittorio Alfieri, 1809

- 22 tragedies, waaronder Antonio e Cleopatra (1775), Filippo (1783)
- Komedies, sonnetten en satires
- Vita di Vittorio Alfieri. Rizzoli, Milaan 1987, ISBN 88-17-16593-X (Autobiografie)
- Opere. Casa d'Alfieri, Asti 1981 ff. (40 banden)

- Bibsys: 90390020
- Biblioteca Nacional de Chile: 000142608
- Biblioteca Nacional de España: XX894101
- Bibliothèque nationale de France: cb120192998 (data)
- Catàleg d'autoritats de noms i títols de Catalunya: 981058521447306706
- CiNii: DA02917435
- Digitale Bibliotheek voor de Nederlandse Letteren: alfi002
- Gemeinsame Normdatei: 11864808X
- International Standard Name Identifier: 0000 0001 2128 8064
- Library of Congress Control Number: n79084259
- Nationale Bibliotheek van Letland: 000186605
- MusicBrainz: 48c92229-c702-48f8-948f-bb829b207cb1
- Bibliotheek van het Japanse parlement: 00848556
- Nationale Bibliotheek van Tsjechië: jn20000700032
- Nationale bibliotheek van Australië: 35003127
- Nationale Bibliotheek van Israël: 987007257505005171
- Nationale Bibliotheek van Polen: a0000001190060
- Nationale en Universitaire bibliotheek Zagreb: 000063728
- Nederlandse Thesaurus van Auteursnamen: 068935404
- Réseau des bibliothèques de Suisse occidentale: 02-A002918111
- Istituto Centrale per il Catalogo Unico: CFIV000280
- LIBRIS: 221040
- SNAC: w6ng4sjr
- Système universitaire de documentation: 028336690
- Trove: 785645
- Virtual International Authority File: 39389587
- WorldCat: E39PBJhCFXhJCWR4rJmXvqgtKd